# Guadiana (Spagna)
Guadiana è un comune spagnolo di 2.527 abitanti situato nella comunità autonoma dell'Estremadura, comarca Tierra de Badajoz. Sorse negli anni '40 come borgo di colonizzazione agricola di Badajoz, da cui si distaccò nel 2012.

## Origini del nome
Il nome viene da quello del fiume omonimo. Fino a marzo del 2020, il comune si chiamava "Guadiana del Caudillo", in riferimento all'ex dittatore, il caudillo Francisco Franco.

## Storia
Il paese sorse alla fine degli anni '40. Nel 1950, 276 coloni, provenienti da diverse località dell'Estremadura e dell'Andalusia, furono fatti insediare in loco, al centro della comarca de las Vejas Bajas, dall'Instituto Nacional de Colonización. L'inaugurazione fu fatta in forma ufficiale nel 1951. Fin dalla fondazione, Guadiana appartenne al comune di Badajoz e nel 1971 si costituì come sua frazione.
Nel novembre 2008 iniziò il processo di separazione, sostenuto dalla maggior parte dei residenti; il comune di Badajoz diede la propria approvazione nel febbraio dell'anno seguente. Tuttavia, la comunità autonoma dell'Estremadura, affinché l'autonomia amministrativa diventasse effettiva, pretese, nel rispetto della Legge sulla Memoria Storica, che venisse eliminato dal toponimo il richiamo al Caudillo, cioè all'ex dittatore Francisco Franco.
Dopo le elezioni legislative del 2011 e il cambio di governo comunale (passato in mano a una coalizione formata dal Partito Popolare e da Extremadura Unida), la situazione rimase sospesa fino al 17 febbraio 2012, quando Guadiana del Caudillo fu dichiarata, con tale nome, comune autonomo.

### Il cambio del nome
L'11 marzo dello stesso anno fu convocato un referendum comunale per determinare l'eventuale eliminazione del riferimento al Caudillo. Il Partito Socialista Operaio Spagnolo e Sinistra Unita, favorevoli al compimento della Legge sulla Memoria Storica, consigliarono di non andare a votare, considerando il nome del comune illegale.

Il risultato della votazione fu di 495 voti (60,6%) a favore del mantenimento del nome completo, 310 voti (37,9%) a favore del cambio in "Guadiana", 6 voti per altre opzioni, 4 voti nulli e 2 in bianco.
Nel gennaio del 2020 fu approvata dal consiglio comunale la mozione per cambiare il nome in Guadiana, cambio divenuto ufficiale il successivo marzo, togliendo ogni riferimento a Francisco Franco.

## Infrastrutture e trasporti
Guadiana dispone di una stazione ferroviaria posta sulla linea Ciudad Real-Badajoz, servita da treni regionali Renfe.

## Amministrazione
| Periodo | Periodo   | Primo cittadino          | Partito                             | Carica  | Note |
| ------- | --------- | ------------------------ | ----------------------------------- | ------- | ---- |
| 2015    | 2019      | Antonio Pozo Pitel       | Vox                                 | Alcalde |      |
| 2019    | 2023      | Francisco Moreno Pagador | Partito Socialista Operaio Spagnolo | Alcalde |      |
| 2023    | in carica | Antonio Pozo Pitel       | Partito Popolare                    | Alcalde |      |